# Майнгардт, Анастасия Сергеевна
Анастаси́я Серге́евна Ма́йнгардт (7 сентября 1993, Краснотурьинск) — российская и белорусская лыжница, в начале 2010-х годов состояла в российской национальной сборной, с 2015 года выступает за Беларусь. Чемпионка России в эстафетной гонке 4 × 5 км, многократная победительница и призёрка гонок всероссийского и международного значения, мастер спорта России по лыжным гонкам. На соревнованиях представляла Ханты-Мансийский автономный округ и Центр спортивной подготовки сборных команд Югры.

## Биография
Анастасия Майнгардт родилась 7 сентября 1993 года в городе Краснотурьинске Свердловской области. Активно заниматься лыжным спортом начала с раннего детства, проходила подготовку в Ханты-Мансийском автономном округе под руководством тренеров А. Д. Бурылова и В. А. Алейникова, состояла в Центре спортивной подготовки сборных команд Югры.
Неоднократно побеждала на первенствах Свердловской области в разных возрастных группах. В 2010 году одержала победу на первенстве Уральского федерального округа и попала в число призёров на первенстве России среди девушек старшего возраста.
Первого серьёзного успеха на взрослом всероссийском уровне добилась в сезоне 2013 года, когда вошла в основной состав сборной команды ХМАО — Югры и побывала на чемпионате России в Сыктывкаре, где совместно с партнёршами Евгенией Шаповаловой, Полиной Медведевой и Марией Гущиной одержала победу в программе женской эстафеты 4 × 5 км. Кроме того, победила на всероссийском первенстве в скиатлоне. Удостоена звания мастера спорта России по лыжным гонкам. В 2014 году на чемпионате России среди юниоров выиграла серебряную медаль в скиатлоне 15 км и взяла бронзу в индивидуальной гонке на 10 км свободным стилем. Рассматривалась в числе кандидаток на участие в зимних Олимпийских играх в Сочи, но в итоге не смогла пройти отбор на Олимпиаду из-за слишком высокой конкуренции в команде.
Начиная с 2015 года Майнгардт представляет на международных соревнованиях национальную сборную Беларуси. В 2016 году выступала за белорусскую национальную сборную на этапах Кубка мира и Тур де Ски.
Имеет высшее образование, окончила Сургутский государственный педагогический университет.